# Circuito Urbano Bilbao
Der Stadtkurs Circuito Urbano Bilbao war eine 4037 Meter lange temporäre Motorsport-Rennstrecke, die am 15.–17. Juli 2005 für ein Rennwochenende in der baskischen Stadt Bilbao eingerichtet wurde.

## Streckenbeschreibung
Jaime Nogué, ein technischer Kommissar des Automobil-Weltverbandes FIA, entwarf den Stadtkurs mit 19 Links- und 14 Rechtskurven. Der Kurs überquerte zweimal den Fluss Nervión.
Die Strecke hatte eine Breite von 9–10 Metern. In der provisorischen Boxengasse wurden 26 Boxen eingerichtet. Zur Absicherung wurden 9.000 Meter Betonelemente, 72.000 laufende Meter Stahlkabel und 40.000 Reifen entlang der Strecke verbaut.
Als Unikum wies er eine sich unterquerende Brücke über den Fluss auf, die dem Kurs die Form einer 8 gab.
Die Strecke diente für Läufe verschiedener Renault-Markenpokale, wie der World Series by Renault und der Formel Renault. Daneben starteten auch die Eurocup Megane Trophy und der Clio Cup Spanien an dem Rennwochenende.

### Sieger der Rennen in Bilbao
| Jahr | Lauf | Formel Renault 3.5 | Formel Renault      | Eurocup Mégane Trophy |
| ---- | ---- | ------------------ | ------------------- | --------------------- |
| 2005 | 1    | Robert Kubica      | Michael Ammermüller | Jan Heylen            |
| 2005 | 2    | Will Power         | Adrian Zaugg        | Jan Heylen            |

## Nachbetrachtung
Trotz eines Erfolgs von kolportierten 140.000 Zuschauern (30.000 pro Tag) an dem Wochenende wurde die Strecke nach der Auftaktveranstaltung nicht wieder für Motorsportwettbewerbe benutzt. Die Erfahrungen mit der Veranstaltung waren problematisch und lösten sowohl im sportlichen als auch im politischen Bereich Kontroversen aus. So gab es Beschwerden der örtlichen Bevölkerung über die Unannehmlichkeiten, die durch die Sperrung der Stadt während der Veranstaltung verursacht wurden. Darüber hinaus wurden die hohen Kosten der Veranstaltung, die sich nach Angaben des baskischen Rechnungshofs auf 11,5 Millionen Euro summierten, scharf kritisiert. Auch wurde die Strecke danach nicht mehr im Kalender der Renault World Series berücksichtigt.